# L'Assalto (periodico)
L'Assalto fu un periodico italiano fondato, nel 1920, dal giornalista Giovanni Leone Castelli e fu diretto, nel corso della sua esistenza, da personaggi di spicco della cultura e della politica del tempo, tra i quali Gino Baroncini, Giorgio Pini e Leo Longanesi.
A partire dal secondo numero divenne l'organo ufficiale della federazione fascista di Bologna, capeggiata da Leandro Arpinati.
Inizialmente ideato come settimanale, quando Bologna passò sotto il controllo della Repubblica Sociale Italiana si trasformò in quindicinale.
Ebbe tra i propri collaboratori anche Enzo Biagi in qualità di critico cinematografico.
Cessò le pubblicazioni nell'autunno 1944.